# Ronde van Frankrijk 2020/Achttiende etappe
De achttiende etappe van de Ronde van Frankrijk 2020 werd verreden op 17 september met start in Méribel en finish in La Roche-sur-Foron. 
| Méribel – La Roche-sur-Foron (175,0 km) |                    |                       |          |
| Plaats                                  | Naam               | Ploeg                 | Tijd     |
| 1                                       | Michał Kwiatkowski | Team INEOS Grenadiers | 4u47'33" |
| 2                                       | Richard Carapaz    | Team INEOS Grenadiers | z.t.     |
| 3                                       | Wout van Aert      | Team Jumbo-Visma      | + 1'51"  |
| 4                                       | Primož Roglič      | Team Jumbo-Visma      | + 1'53"  |
| 5                                       | Tadej Pogačar      | UAE Team Emirates     | z.t.     |
| 6                                       | Richie Porte       | Trek-Segafredo        | + 1'54"  |
| 7                                       | Enric Mas          | Movistar Team         | z.t.     |
| 8                                       | Mikel Landa        | Bahrain McLaren       | z.t.     |
| 9                                       | Damiano Caruso     | Bahrain McLaren       | z.t.     |
| 10                                      | Tom Dumoulin       | Team Jumbo-Visma      | z.t.     |

| Algemeen klassement |                    |                    |            |
| Plaats              | Naam               | Ploeg              | Tijd       |
| Gele trui           | Primož Roglič      | Team Jumbo-Visma   | 79u45'30"  |
| 2                   | Tadej Pogačar      | UAE Team Emirates  | + 57"      |
| 3                   | Miguel Ángel López | Astana Pro Team    | + 1'27"    |
| 4                   | Richie Porte       | Trek-Segafredo     | + 3'06"    |
| 5                   | Mikel Landa        | Bahrain McLaren    | + 3'28"    |
| 6                   | Enric Mas          | Movistar Team      | + 4'19"    |
| 7                   | Adam Yates         | Mitchelton-Scott   | + 5'55"    |
| 8                   | Rigoberto Urán     | EF Education First | + 6'05     |
| 9                   | Tom Dumoulin       | Team Jumbo-Visma   | + 7'24"    |
| 10                  | Alejandro Valverde | Movistar Team      | + 12'12"   |
|                     |                    |                    |            |
| 20                  | Wout van Aert      | Team Jumbo-Visma   | + 1u19'47" |

## Opgaven
- André Greipel (Israel Start-Up Nation); afgestapt vanwege koorts en schade van een valpartij

1e etappe ·
2e etappe ·
3e etappe ·
4e etappe ·
5e etappe ·
6e etappe ·
7e etappe ·
8e etappe ·
9e etappe ·
10e etappe ·
11e etappe ·
12e etappe ·
13e etappe ·
14e etappe ·
15e etappe ·
16e etappe ·
17e etappe ·
18e etappe ·
19e etappe ·
20e etappe ·
21e etappe
Startlijst · Eindstanden · Afbeeldingen